# Казас Ілля Ісаєвич
Ілля Ісаєвич (Ісаакович) Казас (рос. Илья Исаевич [Исаакович] Казас; 25 жовтня 1875 (6 листопада 1974), Санкт-Петербург ‒ 1948, Дніпропетровськ) ‒ російський та радянський лікар-офтальмолог, доктор медичних наук, професор, караїмського походження.

## Біографія

### Народження, ранні роки
Народився в Санкт-Петербурзі в патріархальній караїмській родині, із міщан. Батько — євпаторійський міщанин, санкт-петербурзький 2-гильдии купець Ісаак Ілліч Казас, займався тютюновою торгівлею). У 1894 році після закінчення 3-ї Санкт-Петербурзької гімназії поступив на природний факультет Імператорського Санкт-Петербурзького університету, проте з другого курсу перейшов в Імператорську Військово-медичну Академію. Закінчив її в 1900 році зі званням лікаря Cum eximia laude (з особливою відзнакою). Студентом 4-го курсу брав  участь у боротьбі з епідемією висипного тифу і цинги в Самарській губернії, за що був нагороджений відзнакою Червоного Хреста.

### Становлення
У стінах Академії І. І. Казас почав займатися науковою роботою під керівництвом видатного офтальмолога кінця XIX — початку XX століття, вченого зі світовим ім'ям професора Л. Г. Беллярмінова.
Влітку 1900 року, відразу після закінчення Академії, І. І. Казас працював на посаді помічника завідувача одного з «летючих очних загонів», створених за ініціативою Л. Г. Беллярмінова для боротьби зі сліпотою від трахоми. Лікарі з цих загонів виїжджали у віддалені «затрахомлені» райони країни, для надання головним чином хірургічної допомоги хворим очима, а також навчали медичних працівників, сприяючи відкриттю очних стаціонарів на місцях. Надалі І. І. Казас неодноразово працював у таких очних загонах, спочатку на посаді помічника завідувача (1903 р.), а потім — завідувача (влітку 1911 р. — в Луцьку, а в літо 1912 р. — в Маріуполі).
Після закінчення Академії  І. І. Казас  був наказом від 10 грудня 1900 року спрямований на службу молодшим лікарем у Брест-Литовську фортечну артилерію. 1 грудня 1903 року переведений на службу до 2-го Брест-Литовської фортеці піхотного батальйону, де з 20 жовтня 1903 року по 13 травня 1904 року виконував обов'язки старшого лікаря. (Місто Брест на початку XX століття називався Брест-Литовський, а потім Брест-Литовськ). З 13 травня 1904 року він був прикомандирований до Брест-Литовського військового госпіталю в якості завідуючого  очним відділенням госпіталю; 19 грудня 1906 року призначений молодшим ординатором зазначеного госпіталю, на якій посаді перебував до 1910 р.
Одночасно з січня 1905 р. він перебував окулістом Брестської чоловічої гімназії, а з квітня 1905 р. по серпень 1910 р. — і шкільним лікарем тієї ж гімназії. З 1906 року по серпень 1910 року завідував постійним «окулістичним» пунктом Опікування про сліпих в місті Брест-Литовськ. Знаходячись на військовій службі, Ілля Ісаєвич продовжував наукову роботу. До цьому періоду відносяться його праці по лікуванню кератитів, по дослідженню рефракції у школярів.
У 1910 році  І. І. Казас прикомандирований до Імператорської Військово-медичної Академії  (ІВМА) для удосконалення в науках. З 15 вересня 1910 року  по 1913 р.   перебував ординатором Академічної очної клініки професора  Л. Г. Беллярмінова в ІВМА. В 1910—1911 навчальному році він склав іспити на ступінь доктора медицини при означеній академії.   В 1912 р.  захистив дисертацію на ступінь доктора медицини: «До патології метил алкогольного амаврозу», яка вважається вичерпною з цього питання.  У цьому ж періоді була запропонована схема діагностики паралічів очних м'язів, яка наводиться в посібниках з хвороб очей (М. М. Золотарева, 1964).

### Зрілі роки
І. І. Казас  брав участь в Першій світовій війні в якості військового лікаря, обіймав посаду головного лікаря спеціалізованого польового госпіталю № 264 з очних захворювань, був нагороджений орденом Святого Станіслава III ступеню
В 1919 році, демобілізувавшись, переїхав в Одесу. З 1919 по 1922 рік працював асистентом в Одеській очній клініці, яку очолював професор В. П. Філатов.
У 1922 році був обраний за конкурсом завідувачем кафедрою хвороб очей Катеринославського (Дніпропетровського) медичного інституту (далі — ДМІ), яку він очолював до кінця життя в 1948 році. Завідування кафедрою він поєднував з посадою керівника очної клініки ДМІ, що стала під його керівництвом однією з провідних клінік СРСР.  Наукова робота клініки була присвячена питанням трахоми, сифілісу, травматизму очей. Професор І. І. Казас розробив метод склероіридектомії, який застосовувався при лікуванні хворих на глаукому. Пацієнтів із катарактою оперували екстракапсулярно. Очна клініка була також базою інституту і курсів удосконалення лікарів.
І. І. Казас очолював клініку до 1948 року з перервою в роки Великої Вітчизняної війни. З 1941 по 1944 рік, під час евакуації, працював у Казахському науково-дослідному офтальмологічному інституті в м. Алма-Ата.
Помер І. І. Казас у 1948 році в Дніпропетровську.

## Наукова та педагогічна діяльність
І. І. Казас ‒ автор 95 наукових робіт з актуальних питань офтальмології; 25 з них присвячені проблемі сифілісу ока.  Поряд з цім він цікавився малярійними захворюваннями очей, трахомою, глаукомою, травматичними пошкодженнями очей, питаннями акомодації і рефракції та ін. Він запропонував свої операції при трахоматозному завороті повік і при глаукомі.
Великою популярністю користувались підручники І. І. Казаса «Основы терапии глазных болезней» та  «50 примеров назначения очков». Образно написані, вони витримали по два видання, і, за відгуками спеціалістів, до цього дня зберегли значення для практики і читаються з великим інтересом. Свій досвід по використанню фізіотерапії в офтальмології І. І. Казас виклав в керівництві по хворобах очей Л. Г. Белярмінова та А. І. Мерца (8-ма глава).
Лекції І. І. Казаса відзначалися змістовністю, були цікавими та захоплюючими. Під керівництвом І. І. Казаса виконані та захищені одна докторська та 10 кандидатських дисертацій.
Професор И. И. Казас вів велику громадську роботу, був членом Вченої ради Мінохоронздоров'я УРСР, членом редколегії журналів «Архів офтальмології» і «Вісник офтальмології», беззмінним головою Дніпропетровського офтальмологічного суспільства та ін.

### Вибрані праці
- И. И. Казас (Брест-Литовск) К вопросу о коломбах глаз. — М.: Т-во скоропеч. А. А. Левенсон, 1906. — 14 с.
- Казасъ И. И. Къ патологии метилъ-алкогольнаго амавроза. Экспериментальное изследованіе. — С.-Петербургъ: Типографія И. В. Леонтьева, 1912.
- Казас И. И. «50 примеров назначения очков»; Казас И. И. Основы терапии глазных болезней: прак. руководство для студентов и врачей. — Л.: Изд-во «Практическая медицина», 1925.
- Казас И. И. Токсикозы беременности и глаз. В кн.: Основы терапии глазных болезней. — М., 1929; с. 470—479.